# Hajduczek

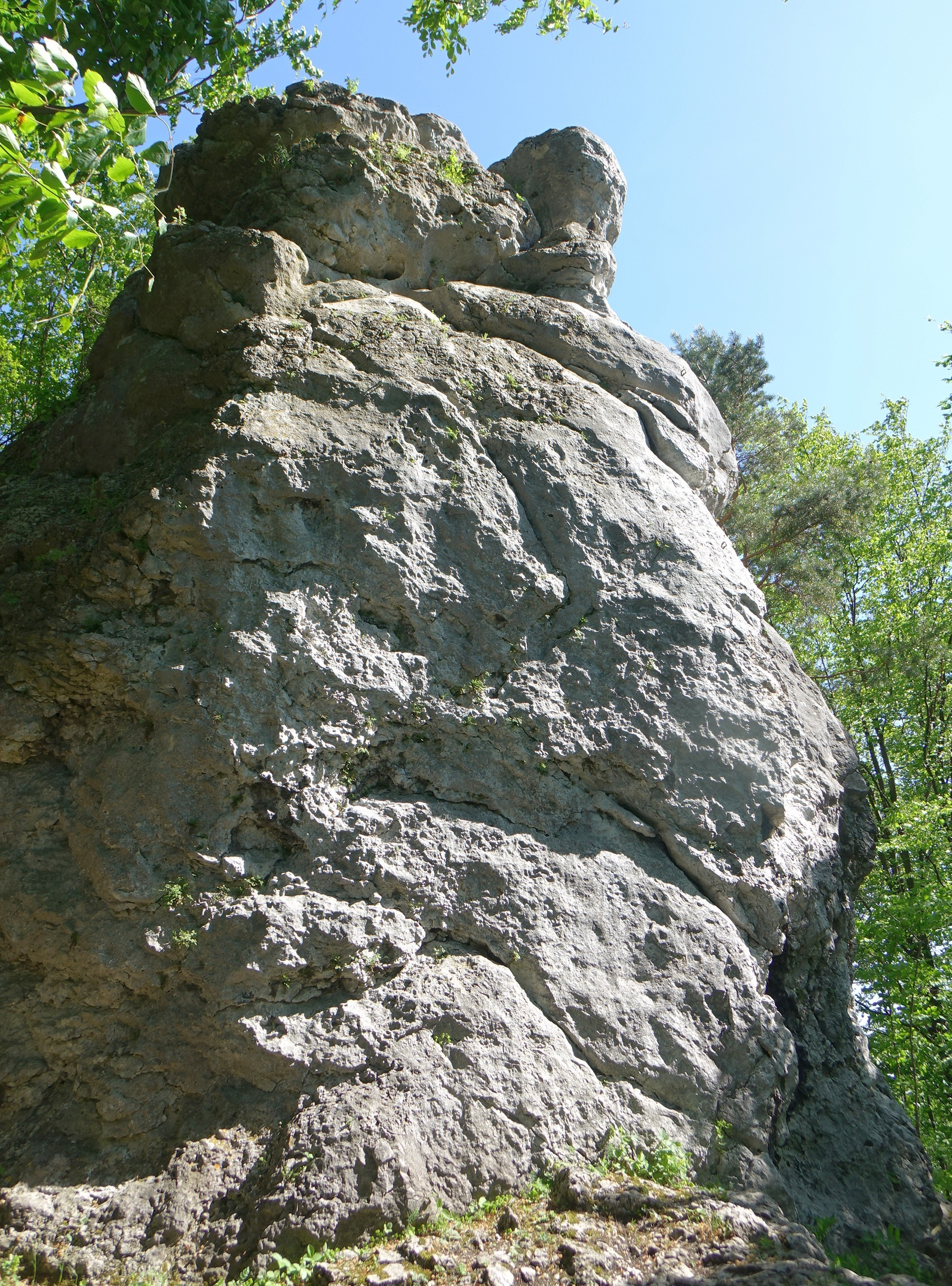

Hajduczek – skała we wsi Suliszowice w województwie śląskim, w powiecie myszkowskim, w gminie Żarki. Znajduje się na Wyżynie Częstochowskiej w obrębie Wyżyny Krakowsko-Częstochowskiej.
Hajduczek znajduje się w lesie, w odległości około 80 m na południe od drogi z Zastudnia do centrum Suliszowic. Jest to niedawno odkryta przez wspinaczy skalnych skała. Jest lita, oczyszczona i cieszy się popularnością. Do maja 2020 roku wspinacze poprowadzili na niej 12 dróg wspinaczkowych o trudności od III+ do VI+ w skali polskiej. Są to drogi o wielu już przejściach i zweryfikowanej trudności. Na wszystkich zamontowano stałe punkty asekuracyjne: ringi (r), stanowiska zjazdowe. Nazwy dróg nawiązują do filmu Janosik.

## Drogi wspinaczkowe
1. Tes prowda; III+, 3r + st
2. Wołodyjowski; IV+, 3r + st
3. Maryna; VI, 4r + st
4. Gnidy dworskie; VI+, 4r + st
5. Pyzdra, ale jaja; VI.2, 4r + st
6. Skoczek; VI, 4r + st
7. Janosik; V+, 3r + st
8. Zbójnicki; VI.1, 4r + st
9. Żebro Janosika; V+, 4r + st
10. Ciupaga; VI+, 4r + st
11. Zimny Harnaś; V, 4r + st
12. Na kolana przed hrabią; V+, 3r + st[1].